# Estádio do Pacaembu
Das Estádio do Pacaembu (offiziell Estádio Municipal Paulo Machado de Carvalho) ist ein im Umbau befindliches Fußballstadion mit Aschenbahn im Bairro Pacaembu der größten brasilianischen Stadt São Paulo im gleichnamigen Bundesstaat. Es liegt im Complexo Esportivo do Pacaembu (deutsch Sportkomplex von Pacaembu) und bot vor dem Umbau Platz für 37.730 Zuschauer. Der Besucherrekord wurde am 25. Mai 1942 aufgestellt, als (offiziell) 72.018 Zuschauer eine Partie zwischen den Corinthians São Paulo und dem FC São Paulo (3:3) verfolgten. Es war in seiner Geschichte Heimstätte, ob als Haupt- oder Zweitspielstätte, der vier großen Fußballvereine (den Corinthians, Palmeiras, dem FC São Paulo und dem FC Santos) des Bundesstaates. Auch die Seleção nutzte es für ihre Länderspiele.

## Geschichte
Der Bau des Estádio do Pacaembu wurde am 17. September 1938 begonnen. Zur Einweihung am 27. April 1940 fand die erste Partie im neuen Stadion zwischen Palmeiras und dem Coritiba FC statt. Der Club Palmeiras, der damals noch Palestra Itália hieß, gewann mit 6:2. Das erste Tor erzielte Zéquinha von Coritiba in der zweiten Spielminute. Zwei Jahre später fand im Estádio do Pacaembu das Finale der Taça Cidade de São Paulo statt, in dem sich Palmeiras mit einem 2:1 gegen die Corinthians den Titel sicherte. Es wurden sechs Begegnungen (drei Vorrunden- und drei Finalrundenspiele) der Fußball-Weltmeisterschaft 1950 im Pacaembu ausgetragen. 1963 war das Estádio do Pacaembu Hauptaustragungsort der Panamerikanischen Spiele. Für diese Veranstaltung wurde es erstmals renoviert und die Kapazität erhöht. Weitere Renovierungen folgten 1970 und 2006.
Im Mai 2018 wurde eine Ausschreibung für das Stadion gestartet, um es an einen privaten Investor und Betreiber zu übergeben. Das Pacaembu sollte nicht unter 36,8 Mio. R$ (etwa 5,9 Mio. Euro) abgegeben werden. Danach folgt eine umfangreiche Renovierung und wird 35 Jahre für den Gewerbebetrieb dienen. Die Stadt gibt das Stadion vergleichsweise günstig ab, da es jährlich Verluste einbriachte. 2017 betrug er sechs Mio. R$. Die Modernisierung wird der Investor zahlen. Für ein Mindestmaß an Modernisierung wurden 200 Mio. R$ (32,3 Mio. Euro) geschätzt. Dies hätte den vollständigen Austausch der Elektro- und Hydrauliksysteme sowie der Flutlichtanlage und den Einbau neuer Sitze umfasst. Der Investor darf das Pacaembu weiter umbauen. Dies aber im engen Rahmen des Denkmalschutzes. Größtes Potenzial bot die 1970 erbaute Südtribüne Tobogã im hufeisenförmige Pacaembu. Eine Überdachung der Ränge dürfte nur erfolgen, wenn die äußere Form erhalten bliebe. Das Investor zahlt zunächst zwei Mio. R$ im Voraus, hat danach drei Jahre Zeit für den Umbau. Der Restbetrag wird in zehn Jahresraten gezahlt. Weitere Zahlungen müssen in den 35 Jahren nicht vom Investor geleistet werden. Der Betreiber darf weiter Fußballspiele oder andere Veranstaltungen stattfinden lassen. Es muss aber die 2014 von einem Gericht festgelegte Lärmbegrenzung eingehalten werden. Die Bürger des Bundesstaates dürfen Teile des Freizeitkomplexes kostenlos nutzen. Die Stadt stimmt mit dem Betreiber die Termine ab, wenn der Bundesstaat das Stadion nutzen will. Dies ist ebenfalls kostenlos. Falls der Name durch einen Sponsor übernommen wird, wird die Stadt keine Zahlungen erhalten, solange Pacaembu im Namen erhalten bleibt. Offiziell ändert sich der Name Estádio Municipal Paulo Machado de Carvalho in den Dokumenten nicht.
Am 25. Januar 2020 übernahm die private Einrichtung Consórcio Allegra Pacaembu die Anlage. Der Entwurf für den Umbau stammt von Sol Camacho vom Studio Escritório Raddar. Das Conselho de Defesa do Patrimônio Histórico (kurz: Condephaat) und das Conselho Municipal de Preservação do Patrimônio Histórico, Cultural e Ambiental da Cidade de São Paulo (kurz: Conpresp) gaben die Genehmigung zur Modernisierung der denkmalgeschützten Anlage. Die Vereinigung Viva Pacaembu protestierte gegen den Abriss der Tobogã, der die Struktur des ganzen Stadions gefährden würde. Die Stadtverwaltung gab, nach einem Gerichtsurteil, grünes Licht, da die später gebaute Tribüne nicht unter Denkmalschutz stand. Der Beginn war für Mitte 2020 vorgesehen, verzögerte sich aber durch die COVID-19-Pandemie. Im Zuge der Pandemie richtete die Regionalregierung von São Paulo im April 2020, auf Initiative von Gouverneur João Doria und Bürgermeister Bruno Covas, im Innenraum des Stadions ein Not-Lazarett ein. Dabei handelt es sich um zwei Zelte mit Betten und Behandlungsräumen. Den Platz der Tobogã nimmt ein multifunktionales Gebäude mit fünf oberirdischen und vier unterirdischen Geschossen ein. Die Gesamtnutzfläche soll 44.000 m² betragen. Im Bau ist ein Kongress- und Veranstaltungszentrum für 2000 Personen sowie eine Tiefgarage mit 550 Stellplätzen vorgesehen. Im Erdgeschoss sollen miteinander verbundene Bereiche wie ein Außenbereich mit Blick auf das Spielfeld und ein Innenplatz mit Restaurants, Cafés und Serviceeinrichtungen sollen entstehen. Darüber hinaus ist in der Osttribüne ein Sportzentrum und die weltgrößte E-Sport-Arena mit Sitzplätzen für 2000 Fans und 100 Spieler geplant, die auf das Genre Battle Royale spezialisiert ist. Dies beinhaltet die erste Phase der Baumaßnahmen. Die nächste Umbauphase betrifft die Längstribünen an der West- und Ostseite. Dort sollen neue Nutzflächen sowie Gastronomie und Toiletten entstehen. Das Fußballmuseum bleibt in seiner bisherigen Form erhalten. Es sind 25 V.I.P.-Logen geplant, die fast alle in der Westtribüne ihren Platz finden werden. Die historische Art-déco-Fassade wird restauriert. Der nördliche Teil des Hufeisens soll erneuert werden, aber ihr ursprüngliches Aussehen behalten. Das kleine Dach auf der Westtribüne wird erneuert. Es wird neuer Pressebereich und eine Sporthalle gebaut, die mit einem Dach mit Holzbögen gedeckt werden soll.
Am 29. Juni 2021 begann mit dem Abriss der Tobogã der Umbau der über 80 Jahre alten Anlage. Er soll bis zum Oktober 2023 andauern und 400 Mio. R$ (rund 65 Mio. Euro) kosten. Danach soll das Stadion 26.000 Plätze bieten.

## Name
Benannt ist das Stadion nach dem in São Paulo geborenen Geschäftsmann und Konzertveranstalter Paulo Machado de Carvalho Filho (1924–2010). Er war u. a. der Chef der brasilianischen Delegation bei der WM 1958 in Schweden und 1962 in Chile, wo Brasilien seine ersten beiden WM-Titel gewann. Der Name Estádio do Pacaembu leitet sich vom Standort des Stadions ab.
Im Januar 2024 schloss der Betreiber Allegra Pacaembu mit dem E-Commerce-Unternehmen Mercado Livre einen Sponsoringvertrag ab. Der Wert der Vereinbarung soll bei einer Milliarde Brasilianische Real (rund 186,7 Mio. Euro) liegen. Dies würde aber erst eintreffen, wenn der Sponsor die Namensrechte über 30 Jahre behält. Der ursprüngliche Vertrag läuft über fünf Jahre mit Optionen über weitere Verlängerungen über weitere fünf Jahre. Der Handel würde über einen Zeitraum von 30 Jahren jährlich 33 Mio. Real einbringen. Das Stadion wird seinen offiziellen Namen Estádio Municipal Paulo Machado de Carvalho über dem Eingang behalten. Im Inneren wird der Name „Mercado Livre Arena Pacaembu“ angebracht.

## Nutzung
Das Estádio do Pacaembu wurde bis Mitte 2014 von den Corinthians und Palmeiras als Austragungsort für deren Heimspiele genutzt. Corinthians São Paulo spielte in diesem Stadion regelmäßig, wobei man auch gelegentlich in das Estádio Alfredo Schürig auswich. Die Corinthians zogen in die für die Fußball-Weltmeisterschaft 2014 neu gebaute Arena Corinthians um. Auch Palmeiras spielte bis 2014 im Estádio do Pacaembu, da Palmeiras sonstige Spielstätte, das Estádio Palestra Itália, im Juli 2010 abgerissen wurde und durch den im November 2014 eingeweihten Allianz Parque ersetzt wurde. Der FC São Paulo und der FC Santos waren auch Nutzer der Fußballarena. Darüber hinaus finden auch Konzerte im Stadion statt.

## Fußballmuseum
Im Inneren der Nordtribüne befindet sich seit 2008 das vom Architekten Muro Munhoz entworfene Museu do Futebol.

## Spiele der Fußball-Weltmeisterschaft 1950 im Pacaembu
| Datum         | Heim      | Gast     | Ergebnis | Anlass             |
| ------------- | --------- | -------- | -------- | ------------------ |
| 25. Juni 1950 | Schweden  | Italien  | 3:2      | Vorrunde, Gruppe 3 |
| 28. Juni 1950 | Brasilien | Schweiz  | 2:2      | Vorrunde, Gruppe 1 |
| 02. Juli 1950 | Paraguay  | Italien  | 0:2      | Vorrunde, Gruppe 3 |
| 09. Juli 1950 | Uruguay   | Spanien  | 2:2      | Finalrunde         |
| 13. Juli 1950 | Uruguay   | Schweden | 3:2      | Finalrunde         |
| 16. Juli 1950 | Spanien   | Schweden | 1:3      | Finalrunde         |

## Galerie

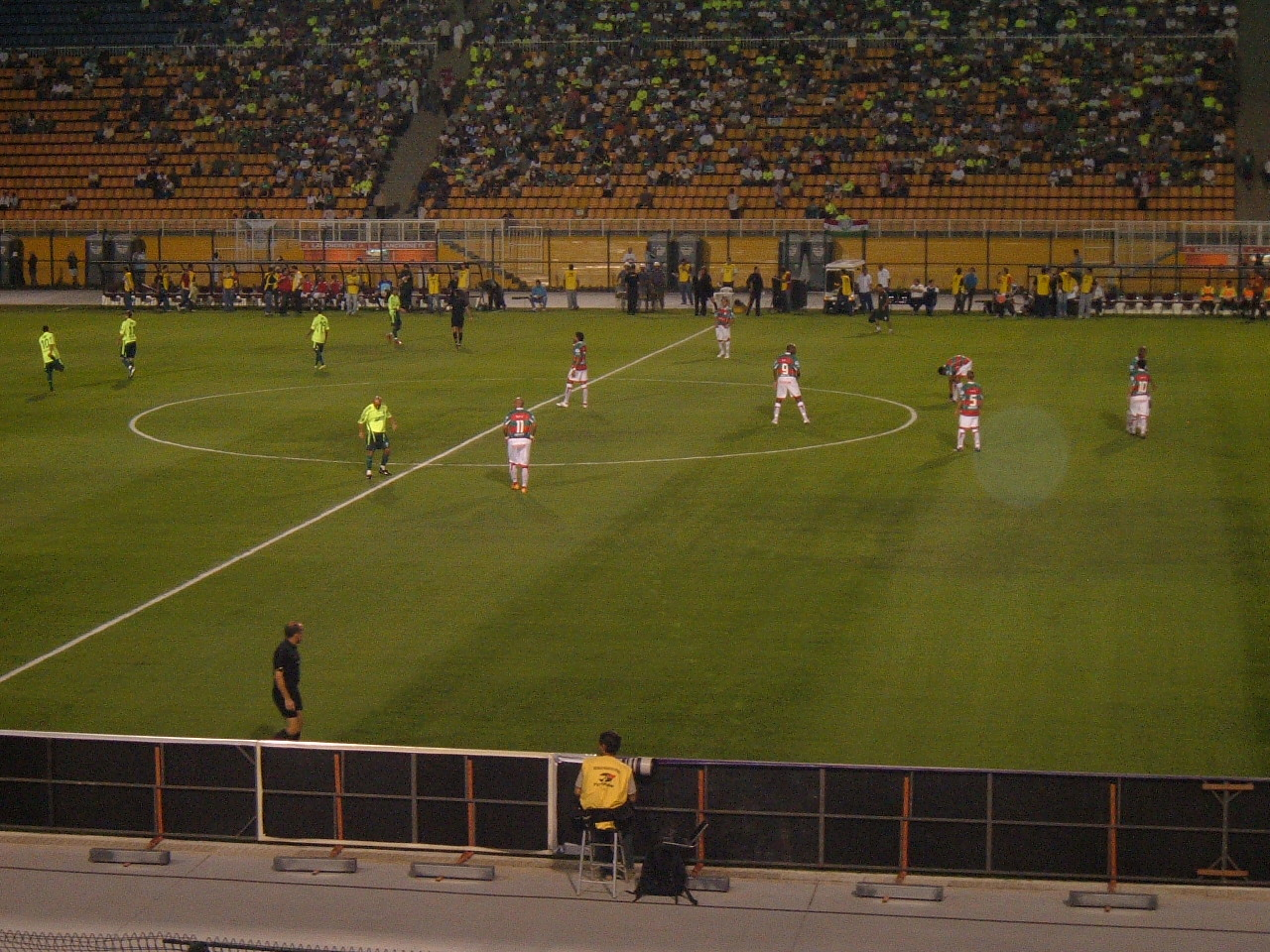
Das Estádio do Pacaembu während eines Spiels (Mai 2008)
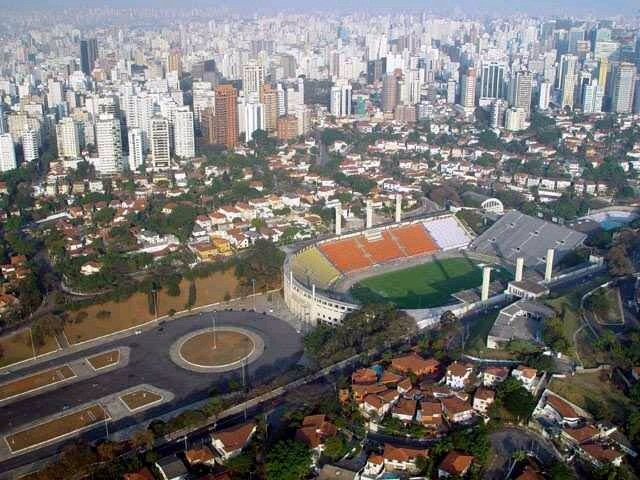
Luftbild des Stadions
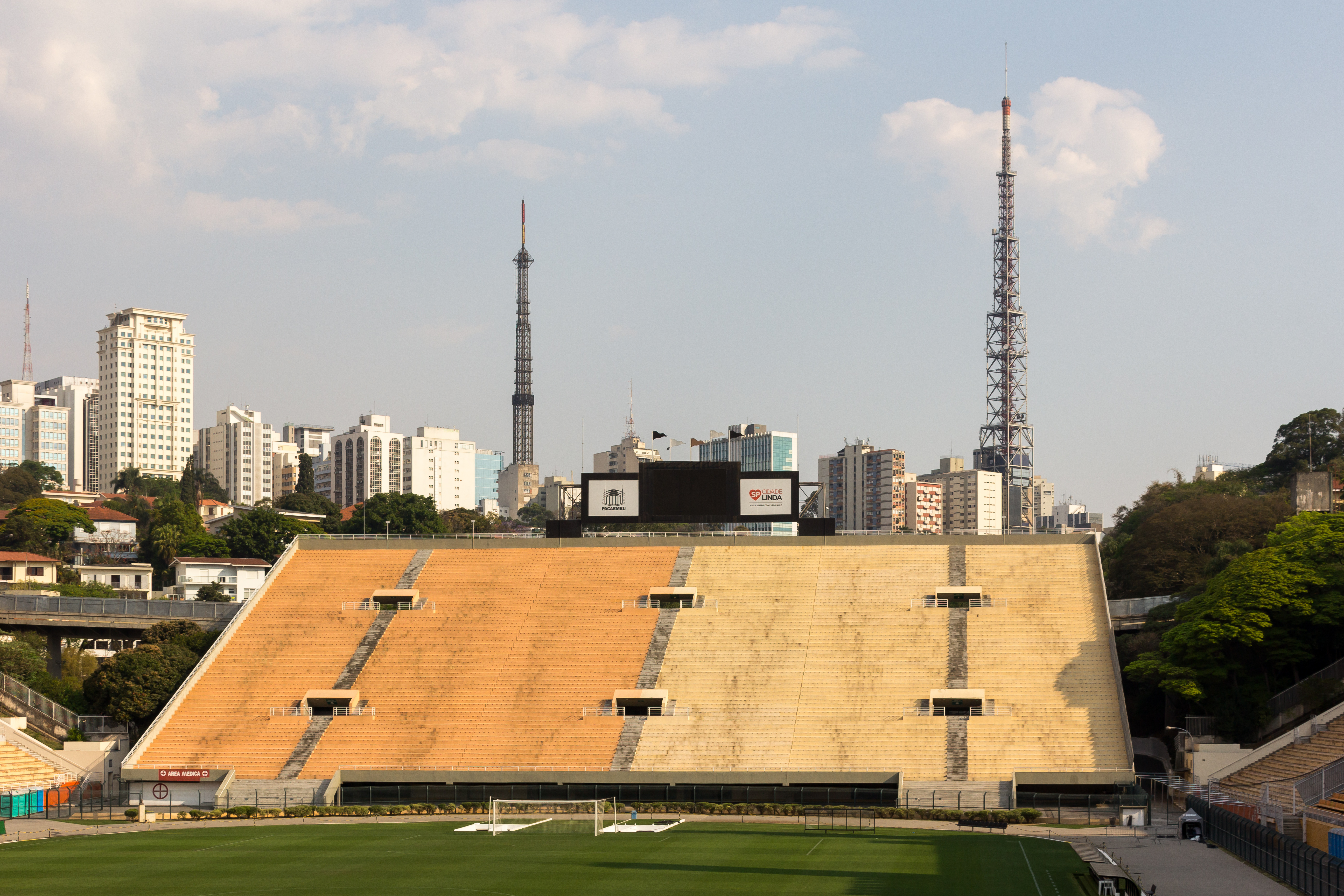
Die 2021 abgerissene Tobogã (2017)